# Nososticta circumscripta
Nososticta circumscripta – gatunek ważki z rodziny pióronogowatych (Platycnemididae).